# Ventron
Ventron (prononcer Vèn-tron) là một xã ở đông bắc Pháp, thuộc tỉnh Vosges, tổng Saulxures-sur-Moselotte. Đây là một phần của vùng đô thị La Bresse và Haute Moselotte.
Người dân địa phương danh xưng tiếng Pháp là Véternats.

## Biến động dân số
| 1962                                         | 1968 | 1975 | 1982 | 1990 | 1999 |
| -------------------------------------------- | ---- | ---- | ---- | ---- | ---- |
| 924                                          | 970  | 915  | 970  | 900  | 979  |
| Số liệu từ năm 1962: Dân số không tính trùng |      |      |      |      |      |